# Perriers sifaka
De Perriers sifaka (Propithecus perrieri) is een zoogdier uit de familie van de indriachtigen (Indriidae). De wetenschappelijke naam van de soort werd voor het eerst geldig gepubliceerd door Louis Lavauden in 1931.

## Voorkomen
De soort komt voor in het oosten van Madagaskar.